# Кияшко, Николай Никандрович
Николай Никандрович Кияшко (1922—2004) — старший лейтенант Рабоче-крестьянской Красной Армии, участник Великой Отечественной войны, Герой Советского Союза (1943).

## Биография
Николай Кияшко родился 23 декабря 1922 года в городе Балаклава (ныне — в черте Севастополя). Окончил среднюю школу. В 1941 году Кияшко был призван на службу в Рабоче-крестьянскую Красную Армию. Ускоренным курсом он окончил Ростовское артиллерийское училище. С апреля 1942 года — на фронтах Великой Отечественной войны. К августу 1943 года старший лейтенант Николай Кияшко командовал взводом управления 299-го артиллерийского полка 194-й стрелковой дивизии 48-й армии Центрального фронта. Отличился во время Курской битвы.
28 августа 1943 года Кияшко во главе группы разведчиков выдвинулся к высоте в районе населённых пунктов Березовец и Избичня ныне Комаричского района Брянской области, забрался в повреждённый танк с исправным орудием и открыл огонь по противнику, уничтожив артиллерийское орудие с расчётом. 29 августа группа Кияшко на танках атаковала противника, уничтожив 18 солдат и офицеров, ещё 8 взял в плен. В том бою Кияшко получил ранение, но продолжал сражаться.
Указом Президиума Верховного Совета СССР от 24 декабря 1943 года за «образцовое выполнение боевых заданий командования и проявленные при этом мужество и героизм» старший лейтенант Николай Кияшко был удостоен высокого звания Героя Советского Союза с вручением ордена Ленина и медали «Золотая Звезда» за номером 2234.
После окончания войны Кияшко был уволен в запас. В 1957 году он окончил Всесоюзный институт пищевой промышленности. Проживал в Киеве, работал экономистом, затем директором магазина. Умер 5 апреля 2004 года, похоронен на Берковецком кладбище Киева.
Был также награждён орденами Отечественной войны 1-й степени и Красной Звезды, рядом медалей.